# 1875 en Italie
Chronologie de l'Italie
- 1871
- 1872
- 1873
- 1874
- 1875
- 1876
- 1877
- 1878
- 1879

Chronologie de l'Europe

## Événements
- 12 janvier : début de la construction du Teatro Massimo Vittorio Emanuele de Palerme[1].

- 5 avril : visite officielle de l’empereur François-Joseph Ier d'Autriche à Venise[2].

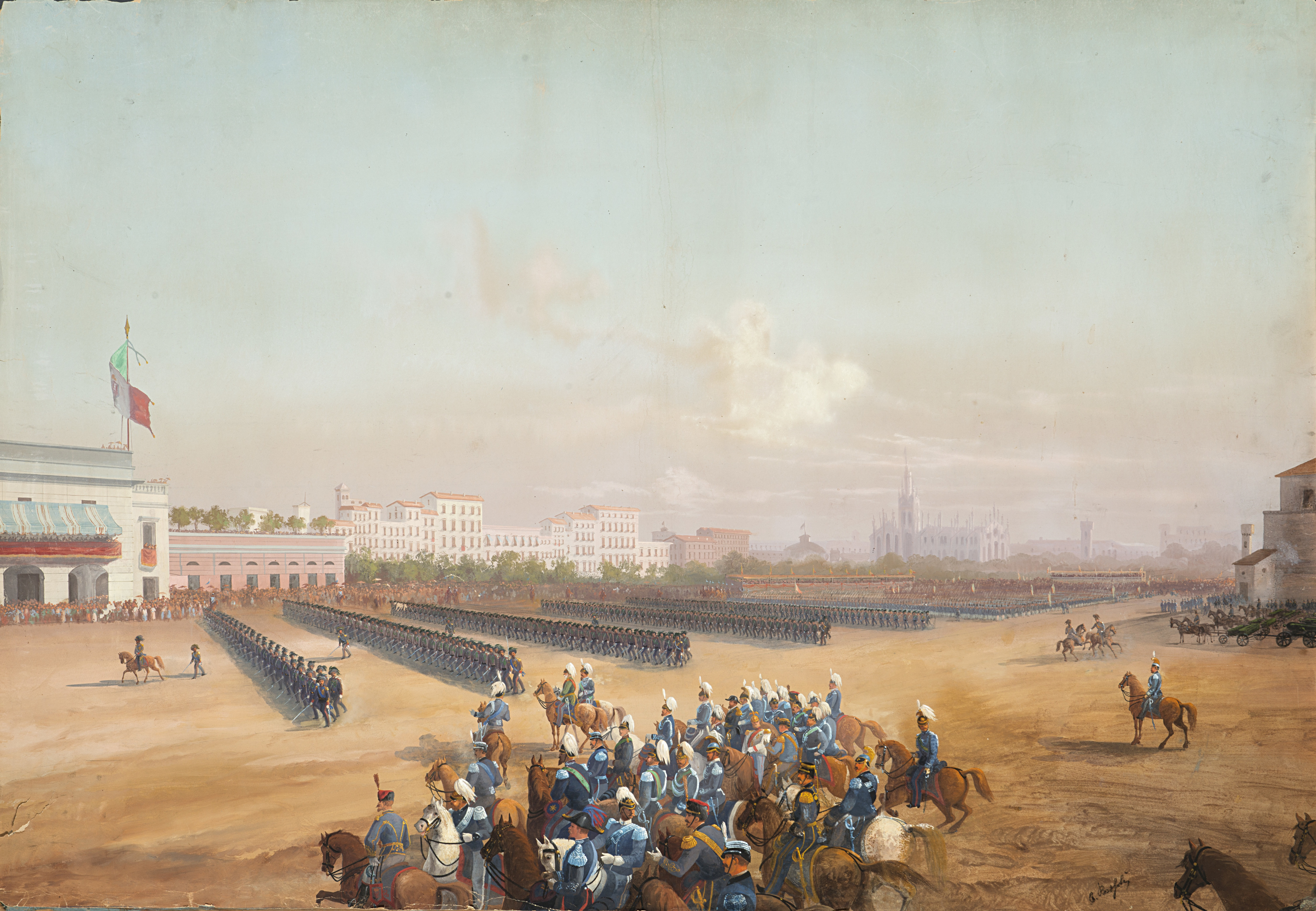
Revue militaire à Milan en l'honneur de Guillaume Ier d'Allemagne.

- 18-23 octobre : visite officielle de  l’empereur d’Allemagne Guillaume Ier à Milan[3].
- 19 octobre : l'anarchiste Errico Malatesta entre dans la franc-maçonnerie jusqu'en mars-avril 1876[4].

## Naissances en 1875
- 30 mai : Giovanni Gentile, philosophe idéaliste et néo-hégélien, et homme politique fasciste. († 15 avril 1944)
- 28 août : Calisto Bertramo, acteur. († 30 septembre 1941)

## Décès en 1875
- 25 mai : Giuseppe Mancinelli, 62 ans, peintre de l'école napolitaine de tradition académique. (° 17 mars 1813)
- 16 septembre : Gaspare Grasselini, 79 ans, cardinal créé par le pape Pie IX, qui fut gouverneur de Rome et vice-camerlingue de la Sainte Église romaine. (° 19 janvier 1796)
- 20 novembre : François V de Modène, dernier souverain du duché de Modène.
- 14 décembre : Pompeo Belgiojoso, 75 ans, chanteur d‘opéra (basse) et compositeur de romances. (° 25 mars 1800